# Eupithecia pyricoetes
Eupithecia pyricoetes là một loài bướm đêm trong họ Geometridae.